# 原田村 (静岡県小笠郡)
原田村（はらだむら）は静岡県の西部、佐野郡・小笠郡に属していた村である。現在の掛川市北西部、原野谷川中流域にあたる。

## 地理
- 山：黒岩山、大尾山
- 河川：原野谷川

## 歴史
- 1889年（明治22年）4月1日 - 町村制の施行により、原里村、平島村、寺島村、久居島村、中西之谷村、上西之谷村が合併して佐野郡原田村が発足。
- 1896年（明治29年）4月1日 - 郡制の施行により所属郡が小笠郡に変更。
- 1957年（昭和32年）3月31日 - 北小笠村、原谷村、原田村および三笠村の一部（萩間・居尻・黒俣・炭焼）が掛川市に編入。同日原田村廃止。

## 交通

### 鉄道路線
現在、天竜浜名湖鉄道天竜浜名湖線に原田駅が存在するが、旧原谷村域に所在する。